# District de Pejë/Peć
Le district de Pejë/Peć (en albanais : Rajoni i Pejës ; en serbe cyrillique : Пећки округ ; en serbe latin : Pećki okrug) est une subdivision administrative du Kosovo. Selon le recensement kosovar de 2011, il compte 174 325 habitants. Le centre administratif du district est la ville de Pejë/Peć.
Selon le découpage administratif du Kosovo, héritier de celui de la MINUK, les communes/municipalités de Gjakovë/Đakovica et de Deçan/Dečani ont été rattachées au district de Gjakovë/Đakovica nouvellement créé ; ni ce dernier district ni ce rattachement n'ont été reconnus par la Serbie.

## Communes/Municipalités
| Nom         | Superficie (en km2) | Population 1991 | Population 2011 |
| ----------- | ------------------- | --------------- | --------------- |
| Istog/Istok | 453                 | 57 261          | 39 289          |
| Klinë/Klina | 308                 | 52 266          | 38 496          |
| Pejë/Peć    | 602                 | 127 796         | 96 450          |
| Total       | 1 363               | 236 823         | 174 325         |

## Démographie

### Évolution historique de la population
| 1948   | 1953    | 1961    | 1971    | 1981    | 1991    | 2011    |
| ------ | ------- | ------- | ------- | ------- | ------- | ------- |
| 92 966 | 104 695 | 127 778 | 164 495 | 203 988 | 236 823 | 174 325 |

|  |

### Répartition de la population par nationalités (2011)
En 2011, les Albanais représentaient 92,55 % de la population, les Égyptiens 2,97% et les Bosniaques 2,84 %.